# Крестовый поход на Александрию
Короткий крестовый поход на Александрию произошёл в октябре 1365 года под предводительством Петра I Кипрского против Александрии. Он был частично вызван религиозными побуждениями, но он отличается от более известных крестовых походов тем, что был вызван в основном экономическими причинами.

## История
Пётр I Кипрский три года, с 1362 по 1365 годы, собирал армию и искал финансовую поддержку для крестового похода у влиятельных сил. Когда он узнал о запланированном нападении египтян на его Кипрское королевство, он использовал ту же стратегию превентивной войны, какую использовал против турок, и направил свои военные амбиции против Египта. Из Венеции он привёл флот и сухопутные войска, чтобы устроить сбор на острове Родос, где к ним присоединились рыцари ордена Святого Иоанна.
В октябре 1365 года Пётр I отправился на кораблях с Родоса, лично командуя значительным экспедиционным корпусом и флотом, состоящим из 165 судов, несмотря на увеличение экономического и политического влияния Венеции. Высадка произошла в Александрии 9 октября, и в течение следующих трёх дней, армия Петра завоевала и разграбила город (5000 человек обращены в рабство) до подхода 12 октября сил мамлюков.
Сам Пётр понимал, что Александрией невозможно управлять, учитывая большое расстояние отсюда до Кипра.
Занимая невыгодную позицию, армия Петра 12 октября ретировалась. Пётр рассчитывал основать здесь форпост для дальнейшей экспансии Египта, но большинство баронов отвергли эту идею, желая вернуться на родину с награбленным. Пётр был последним покинувшим город, ступив на борт корабля, когда мамлюки заняли город. В марте 1368 года Петра торжественно встретили Урбан V и королева Джованна I. Монархи и бароны Европы были ошеломлены оставлением города, называя Петра Кипрского единственным бравым и истинным христианином, совершившим крестовый поход на Александрию.

## Значение
По мнению Джо ван Стенбергена, этот поход преследовал экономические выгоды. Пётр I Кипрский желал покончить с первенством Александрии как главного порта в восточном Средиземноморье, чтобы тем самым передать главенство Фамагусте. Религиозный вопрос в этой связи был вторичен.

## В культуре
- Средневековый французский поэт и композитор Гийом де Машо посвятил объёмное стихотворение «Взятие Александрии» (фр. La Prise d’Alexandrie)[6].
- Крестовому походу на Александрию посвящена памятная монета в 5 долларов, выпущенная Островами Кука в 2017 году в серии «История крестовых походов»[7].